# Nicole Krauss

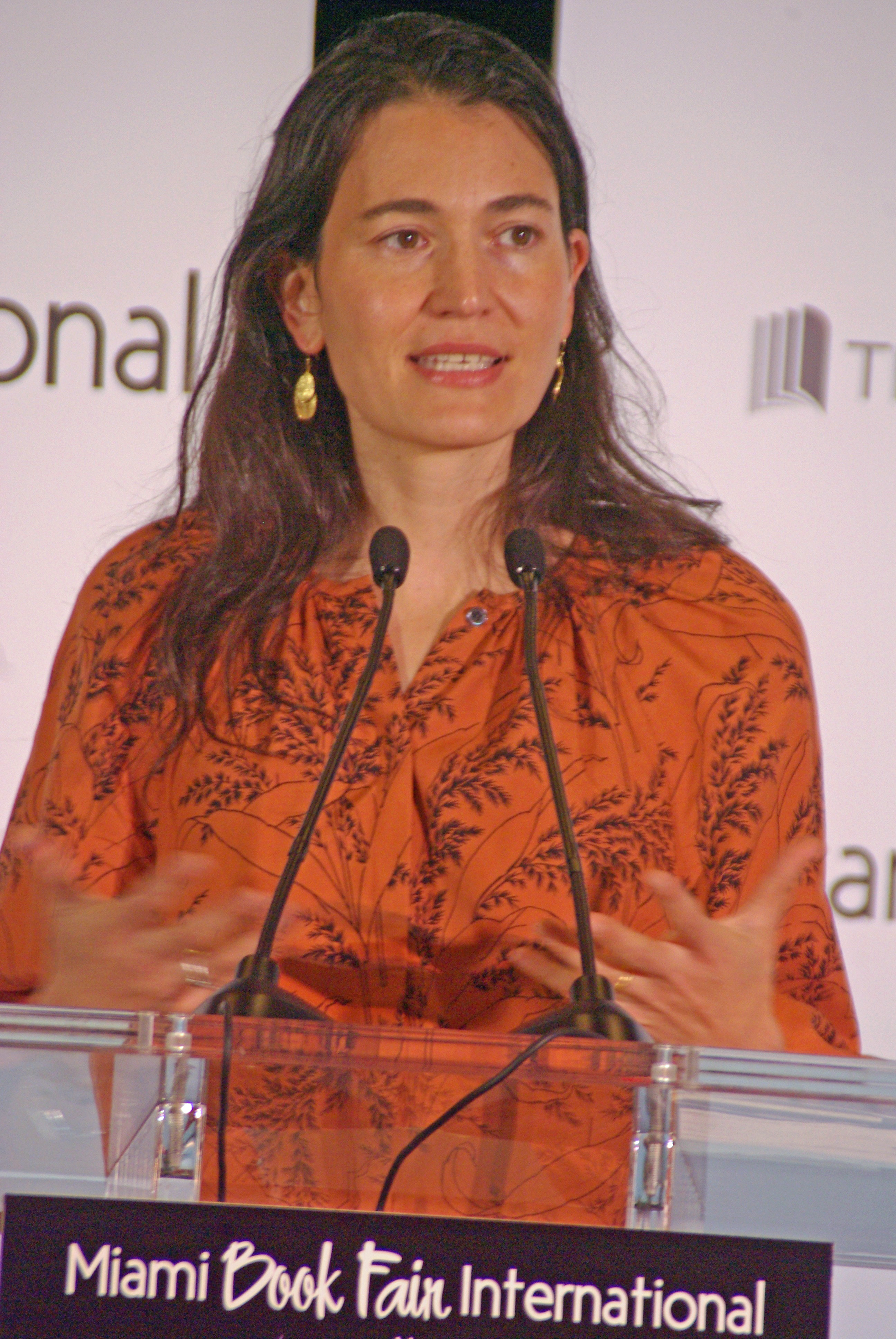
Nicole Krauss in 2011

Nicole Krauss (New York, 18 augustus 1974) is een Amerikaanse schrijfster.
Krauss' eerste roman Man komt kamer binnen (2002) werd genomineerd voor de Los Angeles Times Book Award. Haar tweede roman De geschiedenis van de liefde (2005) werd genomineerd voor de Orange Prize for Fiction in 2006. Krauss' werk is ook verschenen in The New Yorker, Esquire, Harper's, en Best American Short Stories.

## Biografie
Krauss groeide op op Long Island, waar ze naar haar gevoel 'de laatste Amerikaanse jeugd' had. Vanaf haar twintigste schreef ze poëzie, die zoals ze zelf zei 'voelde als het grote doel van de taal'.
Krauss studeerde af aan de Stanford-universiteit, en haalde haar graden aan de universiteit van Oxford (Somerville College), en aan de Courtauld Institute of Art in Londen. Ze stond in de finale voor de Yale Younger Poet's Prize, en haar poëzie werd gepubliceerd in onder andere The Paris Review, Ploughshares, en Doubletake.
Nadat ze haar thesis over Joseph Cornell in Oxford had verdedigd, stopte ze abrupt met het schrijven van poëzie, ze noemde het 'een onmogelijke zoektocht naar poëtische precisie'.
Al tijdens haar studies publiceerde ze artikelen in Engelse literaire tijdschriften. Haar eigen literaire interesse gaat uit naar Rainer Maria Rilke, Zbigniew Herbert en Joseph Brodsky. Met de laatste correspondeerde ze regelmatig. Voor de BBC produceerde ze in 1999 een portret van Brodsky voor de radio. In New York organiseerde Nicole Krauss verschillende lezingen, onder anderen met de schrijvers Susan Sontag, Derek Walcott en Jonathan Franzen.
Van november 2006 tot februari 2007 was Nicole Krauss columniste bij de Frankfurter Allgemeinen Zeitung. Iedere tweede zaterdag van de maand, om de beurt met Christian Kracht, verscheen er een column met de titel 'Meine Strassen in...'. Vanaf maart 2007 nam Jenny Erpenbeck de column over.
In Nederland worden haar boeken in vertaling uitgegeven door Ambo/Anthos uitgevers.

## Werken
- Man komt kamer binnen, 2003 (Man Walks Into a Room (2003))
- De geschiedenis van de liefde, 2005 (The History of Love (2005))
- Het grote huis, 2010 (Great House (2010))
- Clair-obscur (novelle, 2014)
- Donker Woud (Forest Dark (2017))

### De geschiedenis van de liefde
In haar roman De geschiedenis van de liefde schrijft Nicole Krauss onder andere over haar eigen familieachtergrond. Het boek gaat over Leo Gursky, die veertig jaar geleden Duitsland verlaten heeft, nadat hij de Holocaust heeft overleefd. Zijn jeugdliefde Alma, aan wie hij een boek over de liefde gewijd heeft, was voor die tijd Polen ontvlucht naar De Verenigde Staten. Daarnaast gaat het boek onder andere over het veertienjarige meisje Alma, die vernoemd is naar het karakter uit de roman. Zij gaat na de dood van haar vader op zoek naar haar naamgenoot. 
De roman werd in 2016 onder de titel The History of Love verfilmd door de Roemeens-Franse regisseur Radu Mihăileanu. Het ging om een internationale coproductie met onder meer Derek Jacobi en Sophie Nélisse in de hoofdrol.

## Privéleven
Ze was van 2004 tot 2013 getrouwd met Jonathan Safran Foer en heeft twee kinderen. Haar grootouders waren Joden, die in tegenstelling tot veel andere familieleden Europa tijdens de Tweede Wereldoorlog tijdig konden ontvluchten. 
- Bibsys: 5050456
- Biblioteca Nacional de España: XX1757884
- Bibliothèque nationale de France: cb14634849w (data)
- Catàleg d'autoritats de noms i títols de Catalunya: 981058513349306706
- CiNii: DA15309931
- Gemeinsame Normdatei: 130367621
- International Standard Name Identifier: 0000 0001 2283 3749
- Library of Congress Control Number: n2001034919
- Nationale Bibliotheek van Letland: 000169452
- Bibliotheek van het Japanse parlement: 00968450
- Nationale Bibliotheek van Tsjechië: xx0043775
- Nationale Bibliotheek van Israël: 987007310680605171
- Nederlandse Thesaurus van Auteursnamen: 243070829
- Istituto Centrale per il Catalogo Unico: RAVV444050
- LIBRIS: 302108
- Système universitaire de documentation: 108543781
- Virtual International Authority File: 99094300
- WorldCat: E39PBJkTbdrQhVd3bT4MMdQwmd